# أسلام أباد (صوغان)
أسلام أباد (بالفارسية: اسلام‌آباد) هي قرية تقع في إيران في قسم صوغان الريفي. يقدر عدد سكانها بـ 164 نسمة بحسب إحصاء 2016.